# سرگئی پانکیف
سرگئی کنستانتینوویچ پانکیف (به روسی: Серге́й Константи́нович Панке́ев؛ ۲۴ دسامبر ۱۸۸۶ – ۷ مه ۱۹۷۹) اشراف‌زادهٔ روس اهل شهر اودسا بود که بیشتر به‌عنوان بیمار زیگموند فروید شناخته شده‌است. فروید برای حفظ هویت او نام مستعار مرد گرگی یا مرد گرگ‌آذین (به آلمانی: der Wolfsmann) را به دلیل رؤیایی که در آن درختی پر از گرگ‌های سفید دیده بود برای او انتخاب کرد.

## زندگی
خانواده پانکیف از ثروتمندان سن پترزبورگ بودند. سرگئی در یک مدرسه دستور زبان در روسیه شرکت می‌کرد اما پس از انقلاب ۱۹۰۵ روسیه زمان قابل توجهی را به تحصیل در خارج از کشور صرف کرد. جفری مواسیف ماسون در حین مرور نامه‌ها و دیگر مدارک زیگموند فروید یادداشت‌هایی را از یک مقاله انتشارنیافته از همکار فروید راث مک‌برونسویک کشف کرد. فروید از او خواسته بود تا مروری بر مورد پانکیف داشته باشد و او شواهدی را به دست آورد که پانکیف توسط یکی از اعضای خانواده‌اش در کودکی مورد تجاوز جنسی قرار گرفته بود.
در سال ۱۹۰۶، خواهر بزرگترش آنا هنگام بازدید از محل دوئل مرگبار میخائیل لرمانتف خودکشی کرد، و این واقعه منجر به شروع علائم افسردگی عمده برای سرگئی در سال ۱۹۰۷ شد. کنستانتین پانکیف، پدر سرگئی نیز از افسردگی رنج می‌برد که اغلب مرتبط با اتفاقات سیاسی روز بود. پانکیف پدر نیز در ۱۹۰۷ پس از گذشت چند ماه از آن که سرگئی برای درمان بیماری خود به مونیخ رفته بود با مصرف افراطی داروی خواب‌آور خودکشی کرد. پانکیف در حالی که در مونیخ دکترهای زیادی را ملاقات می‌کرد و به‌طور داوطلبانه در بیمارستان‌های روان‌پزشکی مطرح بستری می‌شد. وی اغلب زمستان‌ها برای بازدید به روسیه باز می‌گشت.

## گرگ‌مرد

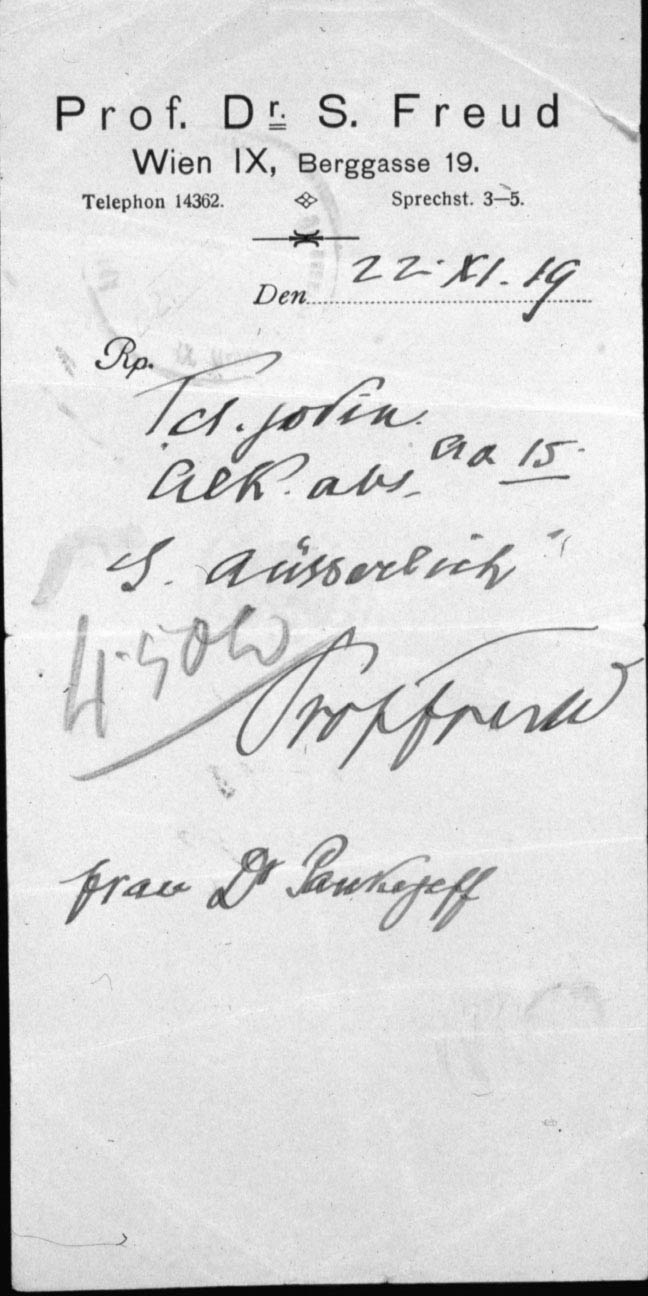
نسخه تجویزشده توسط فروید برای همسر پانکیف، نوامبر ۱۹۱۹

در سال ۱۹۱۰ پزشک پانکیف او را برای معالجه توسط فروید به وین فرستاد. فروید و پانکیف یکدیگر را به مراتب زیاد بین فوریه ۱۹۱۰ تا ژوئیه ۱۹۱۴ و چند دفعه هم پس از آن ملاقات کردند که شامل یک دوره روانکاوی کوتاه در سال ۱۹۱۹ می‌شد. «مشکلات عصبی» پانکیف علاوه‌بر افسردگی ناتوان‌کننده او شامل ناتوانی در دفع مدفوع  که در واقع  بدون تنقیه کردن عمل دفع  انجام نمیشد. در ابتدا طبق گفته فروید پانکیف در برابر آغاز یک تحلیل کامل مقاومت می‌کرد تا آنکه فروید جهت ترغیب او برای رها کردن مقاومتش یک ضرب‌الاجل یک ساله برای تحلیل روانی به او داد.
اولین گزارش فروید از گرگ‌مرد کتاب «از تاریخچه یک روان‌آزردگی کودکانه» (به آلمانی: Aus der Geschichte einer infantilen Neurose) بود که در انتهای سال ۱۹۱۴ نگاشت اما تا سال ۱۹۱۸ انتشار نداد. درمان فروید بر روی پانکیف بر رویایی متمرکز بود که او پیش‌ترها در هنگام کودکی دیده بود و برای فروید این‌گونه تعریف کرد:

من خواب دیدم که شب بود و من در تختم دراز کشیده بودم. تخت من بر روی دو پایه‌اش در مقابل پنجره ایستاد؛ در مقابل پنجره یک ردیف از درختان گردوی پیر وجود داشتند. یادم می‌آید زمانی که من این رؤیا را میدیدم شبی زمستانی بود. ناگهان پنجره خود به خود باز شد و من از این که می‌دیدم چند گرگ سفید بر روی شاخه‌های درخت گردو بزرگ مقابل پنجره نشسته بودند وحشت‌زده شدم. آن‌ها شش یا هفت‌تا بودند. گرگ‌ها کاملاً سفید بودند و بیشتر به روباه یا سگ گله شبیه بودند؛ به این دلیل که دم بلندی مانند روباه‌ها داشتند و گوش‌هایشان را مثل سگ وقتی به چیزی توجه می‌کند تکان می‌دادند. در حالی ترس زیادی مشخصا از خورده شدن توسط گرگ‌ها داشتم جیغ کشیدم و بیدار شدم. پرستارم با عجله به تخت من رسید تا ببیند چه بر سر من آمده‌است از آنجا که من چنان تصاویر واضح و شبیه به واقعیتی را از بازشدن پنجره و گرگ‌های نشسته روی درخت در ذهن داشتم؛ زمان زیادی گذشت تا متقاعد شوم که این تنها یک رؤیا بوده‌است. در نهایت ساکت می‌شدم با وجود این که می‌دانستم باید خودم را از خطراتی حفظ کنم و دوباره بخوابم. (فروید ۱۹۱۸)

تحلیل نهایی فروید بر روی رؤیا (همزمان با درون‌دادهای پانکیف) آن بود که رؤیا نتیجه آن بوده که سرگئی شاهد صحنه اولیه آمیزش جنسی مقعدی («از پشت» یا «شیوه سگی») پدر و مادرش در سن بسیار کم بوده‌است. بعدها فروید در مقاله‌ای احتمال این فرض را مطرح کرد که پانکیف در کودکی شاهد جفت‌گیری دو حیوان بوده و تصویر آن را به پدر و مادرش جابجا کرده‌است.
رویای پانکیف بعدها نقش زیادی را در شکل‌گیری نظریه رشد روانی-جنسی فروید بازی کرد؛ همراه با آن تزریق ایرما (رویای خود فروید که تحلیل رؤیا را راه‌اندازی کرد) بود که یکی از مهمترین رویاها در رشد نظریات فروید شناخته می‌شود. به علاوه مورد پانکیف تبدیل به مورد اصلی شد که فروید برای اثبات اعتبار روان‌کاوی از آن استفاده کرد. بدون در نظر گرفتن خودکاوی فروید این اولین مطالعه موردی با جزئیات بود که جنبه‌های اصلی پالایش روانی، ناهشیار، جنسیت و تحلیل رؤیا را باهم آورد، که توسط فروید در مطالعاتی در باب هیستری (۱۸۹۵)، تعبیر رویا (۱۸۹۹) و سه رساله درباره تئوری میل جنسی (۱۹۰۵) مطرح شده بودند.

## اواخر زندگی
پانکیف بعدها کار خود را تحت نام مستعاری که فروید برایش در نظر گرفته بود انتشار داد و تا زمان مرگش با روش فرویدی در تماس بود. (با وجود نظر فروید مبنی بر این که درمان شده است، به مدت شش دهه تحت روانکاوی قرار گرفت.) این مسئله او را تبدیل به یکی از طولانی‌ترین بیماران معروف تاریخ درمان روانکاوی کرد.
چند سال پس از اتمام روانکاوی پانکیف توسط فروید او به روان‌آشفتگی روان‌پریشانه‌ای مبتلا شد. در یک خیابان در حالی که به انعکاس تصویرش درون یک آینه خیره مانده بود دیده شده بود، در حالی که باور داشت دکترها سوراخی را در دماغش ایجاد کرده‌اند. راث مک‌برونسویک که یک فرویدی بود این هذیان را به عنوان اضطراب اختگی جابجا شده توضیح داده است.

## انتقادها بر تفسیر فروید
منتقدان، در ابتدا اتو رانک در سال ۱۹۲۶، دقت و تأثیرگذاری درمان روانکاوی فروید را بر پانکیف زیر سوال بردند.  به همچنین در میانه قرن بیستم هروی کلکلی روان‌پزشک امریکایی تشخیص فروید را با عنوان بعید و کاملاً احتمالی رد کرد. تئودور دورپت نیز رفتار فروید در مورد پانکیف را به عنوان یک نمونه از تلاش برای تضعیف ادراک واقعیت در یک شخص مطرح می‌کند.
دانیل گولمن نیز در نیویورک تایمز مطلب زیر را می‌نویسد:

مداخله کلیدی فروید بر روی گرگ‌مرد بر پایه یک کابوس که در آن او بر روی تخت دراز کشیده و چند گرگ سفید را می‌بیند که روی درختی روبروی پنجره باز نشسته‌اند. فروید متوجه شد که این رؤیا یک روان‌آسیب را نمادپردازی می‌کند: این که گرگ‌مرد هنگام نوپایی شاهد آمیزش پدر و مادرش بوده‌است. هرچند نسخه فروید از روان‌آسیب مفروض با نسخه خود گرگ‌مرد که در مصاحبه‌ای توسط کارین اوبهولزر که او را در دهه ۱۹۷۰ ردیابی کرده بود، مطرح شده بود، متناقض است.
آقای پانکیف تفسیر فروید از رویای خود را «به شدت دور از ذهن» می‌داند. آقای پانکیف می‌گوید «این کاملاً نامحتمل است.» از آن‌جا که در خانواده‌های طبقه اجتماعی آن‌ها کودکان در اتاق پرستارشان می‌خوابیدند و نه در اتاق پدر و مادر.
همچنین آقای پانکیف ادعای فروید مبنی بر این که درمان شده‌است را رد می‌کند و می‌گوید از این که یک «نمونه نمایشی» و «تبلیغاتی» برای روان‌کاوی شده‌است رنجیده. آقای پانکیف می‌گوید: «این تنها یک نظر بود که فروید مرا صددرصد درمان کرده‌است هرچند به کلی اشتباه بود.»

ماریا توروک و نیکولا آبراهام در کتابشان (نام جادویی گرگ‌مرد، یک نام رمزی) با ارائه اصطلاح رمز (the crypt) و آنچه که نام رمزی (cryptonyms) می‌خواندند، به تفسیر مجدد مورد گرگ‌مرد دست زدند. آن‌ها تحلیل متفاوتی از این مورد نسبت به فروید که نتیجه‌گیری‌هایش را مورد انتقاد قرار داده بودند، ارائه دادند.